# Kerkhof van Boezinge
Het Kerkhof van Boezinge is een gemeentelijke begraafplaats in het Belgische dorp Boezinge, een deelgemeente van Ieper. Het kerkhof ligt 5,3 km ten noordwesten van Ieper, rond de Sint-Michielskerk.

## Britse oorlogsgraven
Het British Expeditionary Force werd in België ingezet tegen het Duitse aanvalsleger in mei 1940. Alle slachtoffers vielen in mei 1940 tijdens de terugtrekking naar Duinkerke.
Op het kerkhof bevinden zich 14 Britse militaire graven met gesneuvelden uit de Tweede Wereldoorlog waaronder 1 niet geïdentificeerde. Er ligt ook 1 gesneuvelde uit de Eerste Wereldoorlog. De begraafplaats staat bij de CWGC geregistreerd onder Boezinge Churchyard.
Het perk met de Britse militairen staat op de lijst van het Wereldoorlogerfgoed.